# Brent Everett

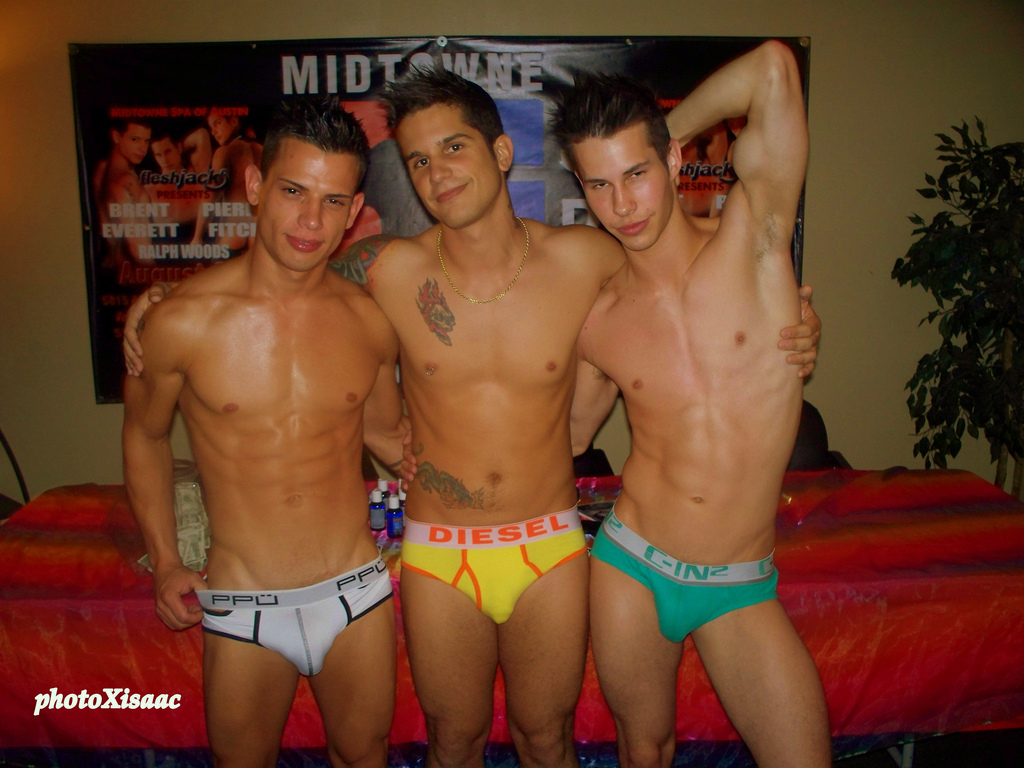

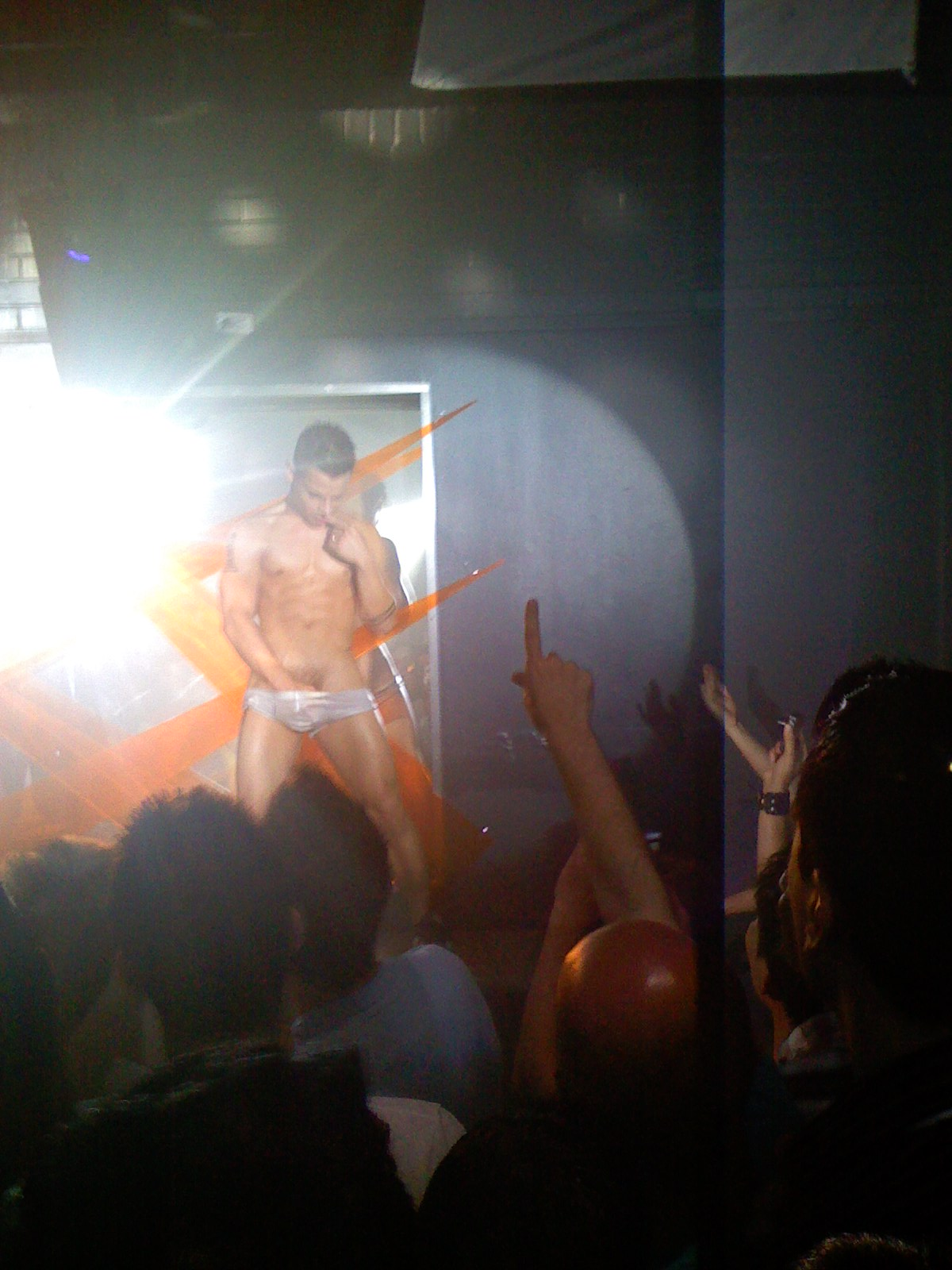

Brent Everett (Alberta, 10 de fevereiro de 1984), é o nome artístico de um ator pornográfico homossexual canadense, nascido como Dustin Germaine.

## Biografia
Dono de uma aparência bastante mais jovem do que a sua idade aparenta e de uma beleza e porte físico invejáveis, ele já apareceu em filmes pornográficos para vários estúdios dos Estados Unidos, sempre muito bem recebido pelo público. 
Ele tem várias tatuagens-definição em seus braços. A tatuagem em seu braço direito é um retrato de um pergaminho com três caracteres chineses que podem ser lidos como "Dustin" (da si ting 达斯汀), o seu nome de batismo. Ele também tem duas linhas tatuada logo abaixo do cotovelo esquerdo, de significado desconhecido do público.
Desde a sua primeira performance no início de 2003, Everett participou em catorze produções para uma ampla gama de estúdios. 
Em seus primeiros trabalhos, Brent foi classificado pelos estúdios como um "twink". No entanto, mais recentemente, tornou-se demasiado musculado para caber confortavelmente no presente termo.  
Everett executou sexo desprotegido em filmes de vários estúdios (incluindo a sua estreia em "Barebacking Across America" para Tipo Sesso, quando ele tinha 18 anos de idade, mas a maioria destes estava com seu namorado de então Chase McKenzie, com quem iniciou sua carreira na pornografia (ele tem, no entanto, participado de sexo anal desprotegido com outros artistas em alguns outros filmes). McKenzie apareceu em muitos filmes em que a característica proeminente é Everett como protagonista. Na maioria dos seus trabalhos, Everett é a imagem de ambos os topos e fundos em seus vídeos.
Everett não se assinou como "exclusivo" para qualquer um dos principais estúdios de pornografia, como muitos outros actores. Isso permitiu-lhe passar de uma grande empresa pornográfica para o próxima, sem quaisquer problemas. 
Ele apareceu como o modelo de um pôster, em Setembro de 2003 na revista Freshmen, e teve muitas aparições como modelo na revista Playguy. Em 2004, ele participou ao lado de Brent Corrigan no polêmico filme "Schoolboy Crush" (ao que parece, Brent Corrigan omitiu o facto de ser menor de idade para poder participar em filmes pornográficos, o que poderia ter colocado não só os estúdios, como o próprio Brent Everett em muito maus lençóis).
Para ampliar ainda mais sua carreira na pornografia, Everett abriu seu próprio website no final de 2004, oferecendo streams de vídeo, downloads de imagens, mostra ao vivo na web cam, e uma loja onde vende roupas íntimas usadas. Shows ao vivo na web cam estão disponíveis para reprodução em uma data posterior. Além disso, ele montou sua própria companhia de distribuição com o nome de Triple X Studios onde ele protagoniza e dirige seus próprios filmes, sempre com bastante sucesso. 
Em agosto de 2006 o Canal 1 Releasing Everett anunciou que irá aparecer em três filmes novos para Chi Chi LaRue: "Young", "Inning" e "Little Big League 2". Ele foi entrevistado por Jason Sechrest em KSEX rádio, a 8 de novembro de 2007.

## Vida pessoal
Em setembro de 2008 Brent tornou público o seu plano de se casar com o seu namorado Steve Peña (também ator pornográfico). Os dois se casaram em uma cerimônia privada em 3 de outubro de 2008, em San Diego, Califórnia.  O casal separou-se em novembro de 2017.
Ele também foi escolhido para o papel de Jake na série de TV não pornográfica "Gay Pornstars". A série passa no fim da noite e relata a vida privada das estrelas pornográficas, fora do seu ambiente de trabalho.
Brent Everett mantém uma vida privada relativamente calma, de acordo com a sua maneira de ser algo reservada e reparte a sua vida entre o seu Canadá natal (principalmente a Columbia Britânica) e a cidade de San Diego, na Califórnia, onde reside habitualmente com o seu marido.